# Elisabeth Wabitsch
Elisabeth Wabitsch (* 1997 in Graz) ist eine österreichische Schauspielerin.

## Leben
Elisabeth Wabitsch war am Grazer Theater am Ortweinplatz (TaO!) unter anderem 2012 in der österreichischen Erstaufführung von DNA von Dennis Kelly und 2013 in Frau Müller muss weg von Lutz Hübner zu sehen, 2015 verkörperte sie die Rolle der Irina in den Drei Schwestern.
2015 stand sie zusammen mit ihrer Schwester Magdalena Wabitsch für Dreharbeiten für den Kinofilm Siebzehn der Regisseurin Monja Art vor der Kamera, wo sie die weibliche Hauptrolle der 17-jährigen Paula spielte. 2017 wurde sie dafür als Beste Nachwuchsschauspielerin mit dem Max Ophüls Preis ausgezeichnet. Im Rahmen der Romyverleihung 2018 wurde sie dafür in der Kategorie Bester Nachwuchs weiblich nominiert.
Ebenfalls 2017 drehte sie für den Film Die letzte Party deines Lebens von Dominik Hartl.

## Auszeichnungen und Nominierungen
- Max Ophüls Preis 2017 – Auszeichnung als beste Nachwuchsschauspielerin für Siebzehn
- Romyverleihung 2018 – Nominierung in der Kategorie Bester Nachwuchs weiblich für Siebzehn

## Filmografie (Auswahl)
- 2017: Siebzehn
- 2018: Die letzte Party deines Lebens
- 2018: Kommissarin Lucas – Das Urteil
- 2019: SOKO Kitzbühel – Durchtauchen
- 2019: Tatort – Baum fällt